# Walther Modell 3
Walther Modell 3 — немецкий самозарядный пистолет, разработанный фирмой «Carl Walter Waffenfabrik», под патрон калибра 7,65 Browning (.32 ACP). 

## История
Пистолет Вальтер Модель 3 выпущен в 1910 г. Использование нового патрона 7,65 Browning позволило улучшить баллистические характеристики пистолета и расширить ассортимент поставляемого на гражданский рынок оружия.

## Устройство
Walther Modell 3 — самозарядный пистолет, работа автоматики которого основана на использовании энергии отдачи свободного затвора. Ударно-спусковой механизм куркового типа, с внутренним расположением курка. Кожух-затвор закрывает поверхность ствола пистолета. Выбрасыватель и окно для извлечения гильз располагается с левой стороны затвора. Возвратная пружина надета на ствол. В передней части затвора установлена втулка возвратной пружины, которая фиксируется специальным рычагом, расположенным справа, в передней части затвора. На поверхности передней втулки установлена мушка. Пистолет  имеет предохранитель, рычаг которого расположен в задней части с левой стороны рамки. 

## Разновидности
Walther Modell 3 выпускался в трёх основных вариантах, которые отличались друг от друга внешними признаками и маркировкой. Основное отличие первого варианта от второго — количество канавок на поверхности затвора. У первого варианта их 13, у второго — 12. Третий вариант отличается от других маркировкой на боковой поверхности затвора.